# Strzel łoskotnik
Strzel łoskotnik, strzel (Brachinus crepitans) – gatunek chrząszcza z rodziny biegaczowatych i podrodziny Brachininae. Zamieszkuje Europę, Afrykę Północną oraz zachodnią i środkową część Azji.

## Taksonomia
Gatunek ten opisany został po raz pierwszy w 1758 roku przez Karola Linneusza na łamach dziesiątego wydania Systema Naturae pod nazwą Carabus crepitans.

## Morfologia
Chrząszcz o ciele długości od 5 do 10,4 mm.
Głowa jest pomarańczowobrązowa, rdzawa lub czerwona. Czułki mają barwę głowy z przyciemnionymi członami trzecim i czwartym, rzadziej z przyciemnionymi członami od trzeciego do jedenastego lub nigdzie nieprzyciemnione. Średnica oczu nie odbiega zbytnio od długości pierwszego członu czułków.
Przedplecze jest sercowate z dość ostrymi kątami tylnymi, mniej więcej tak szerokie jak głowa i ubarwione tak jak ona. Szerokość przedplecza jest większa niż długość, co różni ten gatunek m.in. od strzela bombardiera. Pokrywy są metalicznie niebieskie, niebieskozielone, ciemnozielone lub zielone, rzadko niemal czarne; barwa jest jednolita, z co najwyżej bardzo wąsko zardzawionymi krawędziami. Rzędy pokryw są płytkie, a międzyrzędy są bardzo słabo wyniesione, nieżeberkowate. Owłosione pokryw jest delikatne, niezbyt gęste, równomierne, łukowato zakrzywione i skierowane w tył. Błoniaste obrzeżenie wierzchołkowej krawędzi pokryw jest węższe niż u B. ejaculans, oprócz szczecinek drobnych i gęsto upakowanych, zaopatrzone w luźniej rozmieszczone szczecinki długie, dłuższe od samego obrzeżenia oraz dłuższe i grubsze niż u B. ejaculans, skierowane ku dołowi. Tylna para skrzydeł jest w pełni wykształcona. Odnóża są pomarańczowobrązowe, rdzawe lub czerwone, czasem z przyciemnionymi goleniami, a nawet rozleglej czarniawe. U samca stopy przedniej pary mają trzy człony nieco rozszerzone.
Zapiersie, pygidium i spód odwłoka są smoliście ciemnobrązowe do czarnych, rzadko środek przedniej części odwłoka ma rdzawobrązowe zabarwienie. U samca pośrodku tylnej krawędzi siódmego sternitu znajduje się głębokie wycięcie. Genitalia samca cechują się edeagusem o wierzchołku ściętym i słabo wykrojonym.

## Biologia i ekologia

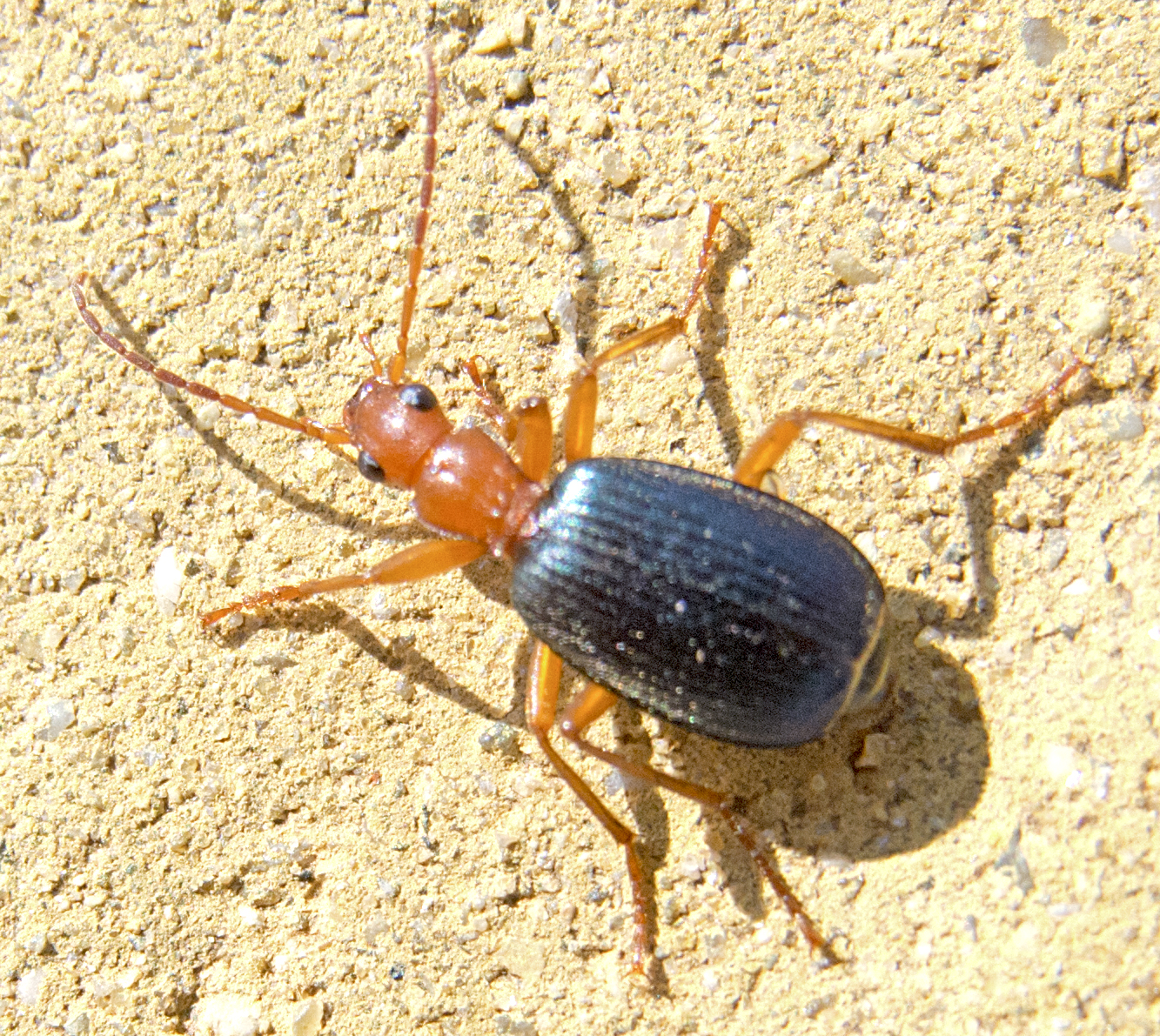
Imago w środowisku naturalnym

Owad spotykany od nizin po przedgórza. Zasiedla stanowiska otwarte, nasłonecznione, suche do przeciętnie wilgotnych, o glebach gliniastych i wapiennych, porośnięte roślinnością trawiastą i krzewami. Chętnie wybiera stepy i murawy kserotermiczne, ale spotykany jest też na polach uprawnych. Bytuje głównie na powierzchni gleby (gatunek epigeiczny). Często kryje się pod kamieniami. Aktywne osobniki dorosłe obserwuje się od wiosny do jesieni. Postacie dorosłe są drapieżnikami, natomiast larwy są parazytoidami zewnętrznymi poczwarek innych biegaczowatych, w tym skorobieżków.

### Rozród i rozwój
Okres rozrodu przypada na wiosnę. Zapłodniona samica składa wąsko-owalne jaja o cienkim chorionie do utworzonych z wydzieliny i drobnych cząstek podłoża komórek w glebie. Rozwój zarodkowy zajmuje od 9 dni w temperaturze 27,4°C do 14 dni w 17,7°C.
Klujące się z jaj larwy pierwszego stadium są kampodealne, białe, ale ciemnieją w ciągu sześciu godzin. Od razu przystępują one do poszukiwania żywiciela. Faza ta trwa o kilku godzin do ponad czterech dni. Po znalezieniu poczwarki żywiciela larwa wchodzi na nią i przystępuje do żerowania. Przekłuwa ona oskórek gospodarza, zwykle na czułkach lub odnóżach i zlizuje przy użyciu szczęk i wargi dolnej wyciekającą z rany hemolimfę. Faza żerowania trwa od 1,7 doby przy temperaturze 27,4°C do 5,5 doby przy temperaturze 17,7°C. 
Larwa drugiego stadium ma już ciało pędrakowate (erukoidalne), o białym ubarwieniu, miękkim oskórku. Przystępuje do żerowania natychmiast po wylince i w miarę możliwości nie przerywa go, będąc przyczepioną do żywiciela brzuszną stroną ciała. W czasie żerowania oskórek gospodarza jest nakłuwany wielokrotnie, najczęściej na pleurach i szyi, a obfity wyciek hemolimfy uśmierca go. Stadium trwa od około 1,8 doby w 27,4°C do 4,5 doby w 17,7°C. W czasie żerowania larwa zwiększa rozmiary niemal dwukrotnie.
Larwa trzeciego stadium jest pędrakowata, o głęboko pomarszczonym oskórku. Natychmiast po wylince przystępuje do żerowania, tym razem jednak przylegając do gospodarza stroną grzbietową i odginając głowę z tułowiem o kąt półpełny celem wgryzania się w jego tkanki. Ciało poczwarki zjadane jest niemal w całości, tylko nieliczne jego resztki pozostają na grzbiecie larwy. Faza żerna trzeciego stadium zajmuje od 1,1 doby w 27,4°C do 2,3 doby w 17,7°C. Po zakończeniu żerowania larwa obraca się i wchodzi w fazę spoczynkową, w której zmienia ona kształt z podługowato-owalnego na gruszkowaty. Faza ta zajmuje od około 3,7 doby w 27,4°C do około 7,3 doby w 17,7°C.
Poczwarka strzela łoskotnika jest początkowo biała, acz na pół doby przed wykluciem imago jej głowa, przedplecze i odnóża przybierają odcień jasnopomarańczowy. Stadium to trwa od około 7,8 doby w 27,4°C do około 17,9 doby w 17,7°C.

### Chemia obronna
Skład chemiczny substancji wystrzeliwanej przez strzela łoskotnika pozostawał nieznany, do czasu, gdy w 1961 roku H. Schildknecht oraz K. Holoubek opublikowali pracę dotyczącą zawartości gruczołów tego gatunku. Brachynus crepitans w razie zagrożenia, wystrzeliwuje w stronę napastnika, wytwarzaną przez siebie mieszaninę nadtlenku wodoru i p-hydrochinonu z dodatkiem toluhydrochinonu. Gromadzone w dwóch komorach, a następnie zmieszane substancje pod wpływem reakcji egzotermicznej są wystrzeliwane przez chrząszcza w formie cuchnącej, eksplodującej serii kłębów dymu (chmur), które mogą podrażniać oczy i układ oddechowy napastnika. Eksplozja nie następuje w powietrzu, lecz w specjalnej torebce, do której transportowana jest wydzielina z gruczołu pygidialnego.

## Rozprzestrzenienie
Gatunek palearktyczny. W Europie znany jest z Portugalii, Hiszpanii, Irlandii, Wielkiej Brytanii, Francji, Belgii, Holandii, Luksemburga, Niemiec, Szwajcarii, Austrii, Włoch, Danii, Szwecji, Norwegii, Finlandii, Estonii, Łotwy, Litwy, Polski, Czech, Słowacji, Węgier, Białorusi, Ukrainy, Mołdawii, Rumunii, Bułgarii, Słowenii, Chorwacji, Bośni i Hercegowiny, Serbii, Czarnogóry, Albanii, Macedonii Północnej, Grecji oraz europejskich części Rosji i Turcji. W Azji podawany jest z syberyjskiej części Rosji, anatolijskiej części Turcji, Cypru, Syrii, Gruzji, Armenii, Azerbejdżanu, Kazachstanu, Turkmenistanu, Uzbekistanu, Tadżykistanu, Kirgistanu, Iraku i Iranu. Na wschód sięga po Bajkał i Ałtaj. Ponadto notowany jest z Afryki Północnej.
W Europie Środkowej rozmieszczony jest lokalnie, a jego populacja wykazuje trend spadkowy. W Polsce spotykany jest rzadko, głównie w jej południowej części. Na „Czerwonej liście zwierząt ginących i zagrożonych w Polsce” umieszczony został jako gatunek bliski zagrożenia (NT).